# Ульянов Борис Петрович
Бори́с Петро́вич Улья́нов (нар. 19 червня 1932, Київ) — український скульптор; член Спілки радянських художників України з 1963 року.

## Біографія
Народився 19 червня 1932 року в місті Києві (нині Україна). Син скульптора Петра Ульянова. 1959 року закінчив Київський художній інститут, де навчався, зокрема, в Івана Макогона, Михайла Лисенка, Макара Вронського, Сергія Гроша.
Жив у Києві в будинку на вулиці Щербакова, № 78/Маршала Гречка, № 4, квартира № 10.

## Творчість
Працював у галузі станкової і монументальної скульптури. Серед робіт:
станкова скульптура
- портрет Володимира Леніна (1958);
- портрет токаря-новатора М. Тищенка (1959);
- «Шахтар» (1960);
- «Рибалка» (1962);
- «Шевченко-художник» (1964, дерево);
- «Портрет кранівниці» (1966);
- «Україночка» (1968, граніт);
- «Володимир Ілліч Ленін в Розливі» (1969, оргскло тоноване);
- «Естафета» (1970, оргскло);
- «Леся і бандурист» (1971, оргскло).

пам'ятники
- Тарасові Шевченку у Великому Березному (1990);
- Лесі Українці (1992)[3].

Брав участь у республіканських та всесоюзних виставках з 1958 року.